# SIGAL
SIGAL bzw. SIGAL UNIQA ist eine albanische Versicherungsgruppe mit Hauptsitz in Tirana. Tochtergesellschaften des mittlerweile zum österreichischen Versicherungskonzern Uniqa Insurance Group gehörenden Unternehmens sind in Albanien, dem Kosovo sowie in Nordmazedonien tätig.

## Geschichte
SIGAL wurde 1999 nach der Liberalisierung des albanischen Markts als privatrechtliches Versicherungsunternehmen gegründet und expandierte direkt in den folgenden Jahren in den Kosovo und nach Nordmazedonien. Als eines der ersten albanischen Unternehmen zog es ausländische Investoren an, als der Investmentfonds Albanian-American Enterprise Fund 2003 13,3 % der Anteile übernahm. Später stieg die Uniqa Insurance Group ein, die 2007 46 % der Anteile am Unternehmen erwarb und eine Option auf Übernahme der Mehrheit am seinerzeit größten Versicherer Albaniens für 2010 vereinbarte. Im November 2009 wurden die Anteile an der SIGAL-Gruppe auf 68,7 % erhöht, die sich mit einem Marktanteil von über 30 % im Sachversicherungsbereich und über 50 % im Lebensversicherungsbereich als Marktführer im albanischen Versicherungsmarkt etabliert und 2008 in den drei Märkten, in denen sie aktiv war, in Summe ein Prämienvolumen von 27,7 Mio. Euro erwirtschaftet hatte. Später wurde der Anteil auf 86,9 % erhöht.
Aktuell zählen zur SIGAL-Gruppe acht Versicherungsgesellschaften, ein Rückversicherer und ein Pensionsfonds.